# بي 1 إي 4
بي 1 إي 4 (كورية:비원에이포) هي فرقة فتيان كورية جنوبية تحت إدارة شركة دبليو إم إنترتينمنت. الفرقة ظهرت لأول مرة في 23 أبريل ،2011 مع الأغنية المنفردة "O.K" بعد أول مقدمة لهم نشرت على موقع ويبتون (webtoon). لديهم ألبومين منشريين، وخمسة أسطوانة مطولة وأغاني متنوعة في كوريا الجنوبية.

## أعضاء الفريق
| الإسم    | مقدمة |
| -------- | --- |
| جنيونغ   | - الاسم الشخصي : 정진영 (جونغ جن-يونغ، 鄭振永) - تاريخ الميلاد : 18 نوفمبر 1991 - مكان الإزدياد : تشنغجو ~ تشنغتشونغ الشمالية ~ كوريا الجنوبية - التعليم : جامعة شونغجو 연극영화학과 - الموقع : – قائد، مغني - فترة البداية : 21 أبريل ~ 2011 ~      |
| سين      | - الاسم الشخصي : 신동우 (شين دونغ-وو، 申東佑) - تاريخ الميلاد : 16 يونيو 1991 - مكان الإزدياد : 청주시 흥덕구 ~ تشنغتشونغ الشمالية ~ كوريا الجنوبية - التعليم : جامعة هانيانج 연극영화학과 - الموقع : – مغني، راب - فترة البداية : 21 أبريل ~ 2011 ~ |
| سانديول  | - الاسم الشخصي : 이정환 (لي جونغ-هوان، 李征桓) - تاريخ الميلاد : 20 مارس 1992 - مكان الإزدياد : بوسان ~ كوريا الجنوبية - التعليم : جامعة ميونغجي 영화뮤지컬학과 - الموقع : – مغني رئيسي - فترة البداية : 21 أبريل ~ 2011 ~                           |
| بارو     | - الاسم الشخصي : 차선우 (شا سن-وو، 車善玗) - تاريخ الميلاد : 5 سبتمبر 1992 - مكان الإزدياد : غوانغجو ~ كوريا الجنوبية - التعليم : 염광고등학교 (تخرج) - الموقع : – راب - فترة البداية : 21 أبريل ~ 2011 ~                                            |
| غونغتشان | - الاسم الشخصي : Gongchan식 (كونغ شان-سيك، 孔燦植) - تاريخ الميلاد : 14 أغسطس 1993 - مكان الإزدياد : 순천시 ~ جولا الجنوبية ~ كوريا الجنوبية - التعليم : مدرسة سول للفنون التعبيرية (تخرج) - الموقع : – مغني - فترة البداية : 21 أبريل ~ 2011 ~      |

## روابط خارجية
- بي 1 إي 4 على موقع ميوزك برينز (الإنجليزية)
- بي 1 إي 4 على موقع أول ميوزيك (الإنجليزية)
- بي 1 إي 4 على موقع ديسكوغز (الإنجليزية)